# Виконт Ротермир

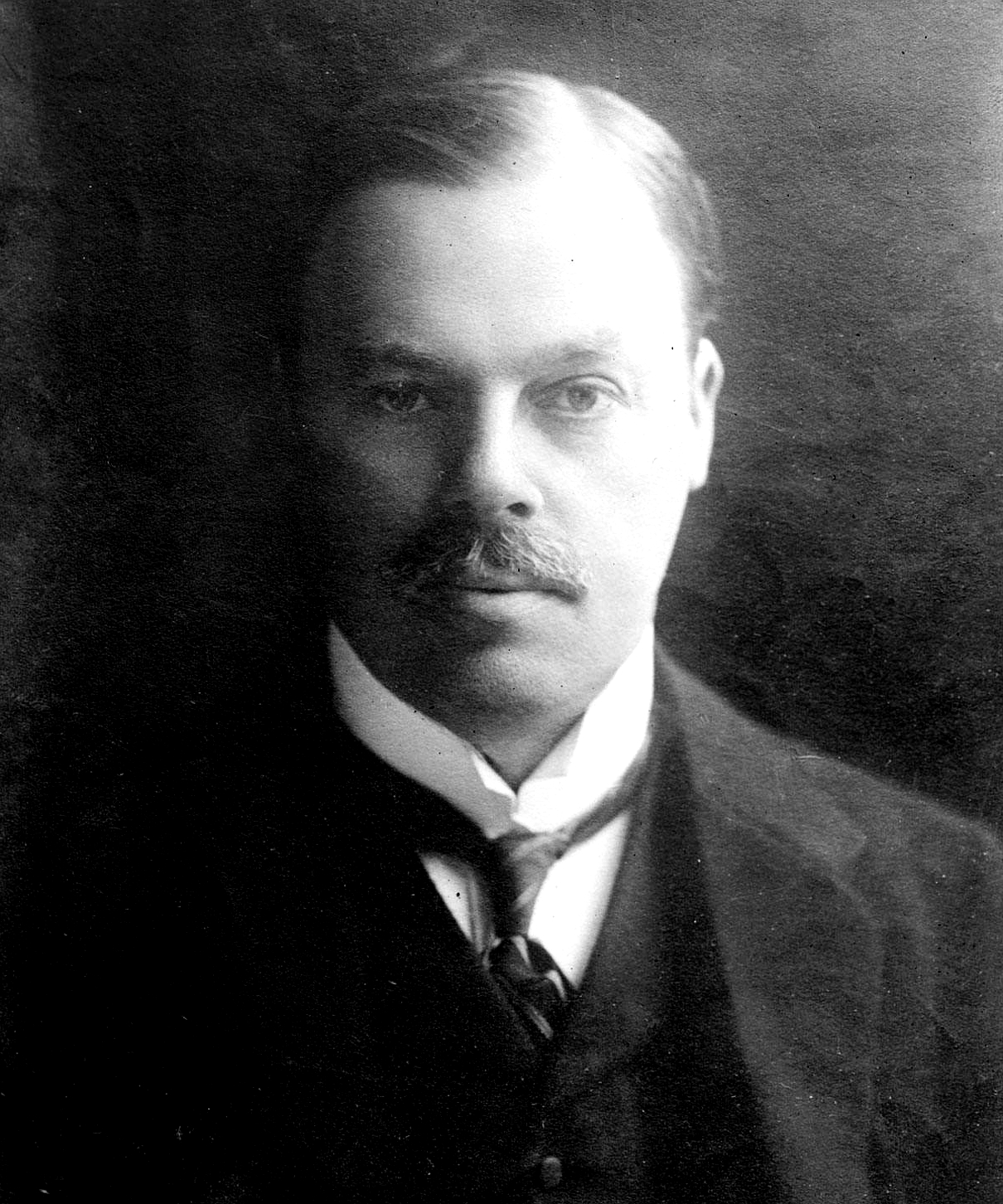
Гарольд Хармсворт, 1-й виконт Ротермир

Виконт Ротермир (англ. Viscount Rothermere) из Хемстеда в графстве Кент — наследственный титул в системе Пэрства Соединённого королевства. Он был создан 17 мая 1919 года для газетного магната Гарольда Хармсворта, 1-го барона Хармсворта (1868—1940). Он уже получил титулы баронета из Горсея в графстве Норфолк (14 июля 1910) и барона Ротермира из Хемстеда в графстве Кент (17 января 1914). В 1917—1918 годах — председатель Совета по авиации. Все виконты Ротермиры являлись руководителями компании Daily Mail and General Trust PLC.
По состоянию на 2024 год носителем титула являлся Гарольд Джонатан Эсмонд Вер Хармсворт, 4-й виконт Ротермир (род. 1967), правнук 1-го виконта, который наследовал своему отцу в 1998 году.
1-й виконт Ротермир был младшим братом Альфреда Хармсворта, 1-го виконта Нортклиффа (1865—1922), и старшим братом Сесила Хармсворта, 1-го барона Хармсворта (1869—1948), сэра Роберта Лестера Хармсворта, 1-го баронета (1870—1937), и сэра Хильдебранда Хармсворта, 1-го баронета (1872—1929).

## Виконты Ротермир (1919)
- 1919—1940: Гарольд Сидней Хармсворт, 1-й виконт Ротермир (26 апреля 1868 — 26 ноября 1940), второй сын Альфреда Хармсворта (1837—1889);
  - Достопочтенный Гарольд Альфред Вивиан Сент-Джордж Хармсворт (2 августа 1894 — 12 февраля 1918), старший сын предыдущего;
- 1940—1978: Эсмонд Сесил Хармсворт, 2-й виконт Ротермир (29 мая 1898 — 12 июля 1978), третий сын 1-го виконта Ротермира, младший брат предыдущего;
- 1978—1998: Вер Гарольд Эсмонд Хармсворт, 3-й виконт Ротермир (27 августа 1925 — 1 сентября 1998), единственный сын предыдущего от первого брака;
- 1998 — настоящее время: Гарольд Джонатан Эсмонд Вер Хармсворт, 4-й виконт Ротермир (род. 3 декабря 1967), единственный сын предыдущего;
  - Наследник: Достопочтенный Ричард Джонатан Гарольд Вер Хармсворт (род. 20 октября 1994), старший сын предыдущего.